# Kozy (plaats)
Kozy is een dorp in de Poolse woiwodschap Silezië. De plaats maakt deel uit van de gemeente Kozy en telt 11300 inwoners.

## Verkeer en vervoer
- Station Kozy
- Station Kozy Zagroda